# Nguyễn Văn Trỗi
Nguyễn Văn Trỗi (1er février 1940 – 15 octobre 1964) était un électricien vietnamien et combattant pour le Front national de libération du Sud Viêt Nam (Viêt Cong). Il est surtout connu pour avoir tenté d'assassiner le secrétaire à la Défense des États-Unis Robert McNamara et l'ambassadeur Henry Cabot Lodge, Jr. lors d'une de leurs visites en république du Viêt Nam (Sud-Vietnam) en mai 1963. 
Condamné à mort par le gouvernement de la république du Viêt Nam, il a été exécuté par peloton d'exécution. 
Il fut considéré comme un héros national par la république démocratique du Viêt Nam (Nord-Vietnam).